# سایه‌نگرها
سایه‌نگرها (نام علمی: Sciaphylax) نام یک سرده از تیره مورچه‌مرغ است.